# Ђорђе Крстић
Ђорђе Крстић (Стара Кањижа, 19. април 1851 — Београд, 30. октобар 1907) био је српски сликар. Уз Пају Јовановића и Уроша Предића сматра се за најзначајнијег српског сликара реализма.

## Биографија
Ђорђе Крстић је рођен у Старој Кањижи 1851. године где завршава основну школу. Гимназију је започео у Сремским Карловцима а четири разреда је наставио у Београду. Прешао је затим на београдску Богословију, као благодејанац митрополита Михаила. Ту се Крстић везао за црквено сликарство. После две године, богослова Крстића шаље краљ Милан Обреновић у Немачку да студира сликарство. Провео је у Минхену осам година школујући се као краљев питомац. Завршио је Ликовну академију у Минхену, где је и остао до 1883. године. Ту су настала његова прва дела под утицајем немачког реализма: Утопљеница, Анатом, Писац јеванђеља. Учио се у Минхену код Ота Сајца, Левца и других професора. Боравио је извесно време и у Риму. Од 1888. године па до смрти радио је у Београду као наставник цртања у гимназији.
Од 1883. године живео је у Србији и ту су настале идиличне слике: Пејзаж са Косова поља, Из околине Чачка, Из Лесковца, Студеница, Жича, итд.
Насликао је и више иконостаса, од којих посебну пажњу заслужују онај у Чуругу и у нишкој Саборној цркви. У иконопис је унео нови, минхенски начин рада, употребивши мрке боје и применивши проблем светлости и сенке, са тежњом да постигне што пластичнији израз, покаже што јаче ефекте. Чурушки рад је "круна" његовог рада, изведен по његовој замисли да су све иконе повезане у јединствену визуелну целину. Сликар Марко Мурат је био позван 1897. године (од стране Чуружана) да као стручњак изнесе своје мишљење о Чурушком иконостасу. Колега је био задивљен и примећује да је реч о вештаку и великом сликару који са мало детаља дубоким умјетничким осјећајем, обраћа нашу пажњу на оно што треба. Нишки иконостас није завршио (1884—1891) јер су његове слике сматране исувише профаним, посебно слика „Смрт кнеза Лазара”, која никада није постављена на иконостас.
У пожару 12. октобра 2001. године изгорео је Саборни храм у Нишу, а са њиме и овај вредни иконостас са једанаест икона Ђорђа Крстића. Његове иконе красе само четири православне богомоље. Први иконостас је урадио за храм у Старом Аџибеговцу (данас: Старом Селу код Велике Плане; 1883-1885), па осим Ниша, још 1894. године у Лозовику (такође општина Велика Плана), те на крају у родном крају Чуругу (1895—1897).
Међу његовим најбољим делима су: Анатом, пејзаж Бабакај, Аласка врата, Свети Сава благосиља Српчад, Смрт кнеза Лазара.
Дана 30. јануара 1884. године постао је члан Српског ученог друштва, а 1892. почасни члан Српске краљевске академије. Крстић је наилазио на неразумевање и осуђивање због свог особеног манира у црквеном сликарству. Стева Тодоровић је од великог пријатеља постао велики противник и опонент; њихов сукоб је подигао велику "прашину" у јавности, усталасао јавно мњење, довео до вредносног и естетског преиспитивања тадашњег уметничког тренутка.
Умро је у Београду 17/30. октобра 1907. године. Сахрањен је на Новом гробљу, уметничко друштво Лада је 1940. покренуло иницијативу да буде пренесен у Алеју великана. По њему је названа једна основна школа у Београду.

## Галерија
- Споменик кнезу Михаилу (незваничан предлог), 1871.
- Утопљеница, 1879.
- Анатом, 1880.
- Манастир Жича, 1881.
- Манастир Студеница, 1881-1883
- Манастир Студеница 1881-83 (Народни музеј, Београд)
- Под јабуком, 1883.
- Преља, 1883-1884
- На извору, 1882.
- Ћеле кула, 1883.
- Оџаклија, 1884.
- Свети Сава благосиља Српчад, 1891.
- Бабакај, 1892.
- Васкрсење Христово, 1893.
- Свети Ђорђе се заклиње, 1894.
- Портрет Турчина, 1895.
- Алегорија на I и II српски устанак, 1904.
- Кнез Милан у логору (под шатором)
- Иконостас Српске православне цркве Вазнесења Господњег у Чуругу, рад Михаила Валтровића и Ђорђа Крстића